# Пушмачі (Погранична волость, поблизу Золотового)
Пушмачі (рос. Пушмачи) — присілок в Красногородському районі Псковської області Російської Федерації.
Населення становить 0 осіб. Входить до складу муніципального утворення Погранична волость .

## Історія
Від 2015 року входить до складу муніципального утворення Погранична волость .

## Населення
1. Н/Д[2]